# Henry Maudslay
Henry Maudslay (22 agosto 1771 – 14 febbraio 1831) è stato un inventore e imprenditore britannico.

## Primi anni
Il padre di Maudslay, anch'egli di nome Henry, prestava servizio come carraio nei Royal Engineers. Dopo essere stato ferito in azione fu assegnato come magazziniere presso il Royal Arsenal a Woolwich, un sobborgo di Londra. Qui conobbe e sposò una giovane vedova, Margaret Laundy che gli generò sette figli dei quali il quinto fu Henry jr. Il padre di Henry morì nel 1780. A dodici anni, Henry iniziò a lavorare riempiendo cartucce presso il Royal Arsenal. Dopo due anni, fu mandato presso la bottega di un falegname ed in seguito presso un fabbro dove all'età di quindici anni iniziò un apprendistato da fabbro. Sembra che egli si specializzasse in lavori meno pesanti ma di maggiore complessità.

## La serratura Bramah
Maudslay si era fatta una buona reputazione con la sua abilità artigianale tanto che Joseph Bramah (l'inventore della pressa idraulica) lo volle nella sua officina. Bramah aveva da poco progettato e brevettato un migliore tipo di serratura basato sul cilindro. Tuttavia l'inventore aveva grosse difficoltà nel produrre una serratura complessa a costi contenuti. Uno dei dipendenti di Bramah gli consigliò di chiamare Maudslay e così fece. Bramah fu sorpreso nello scoprire che Maudslay era solo un diciottenne, ma quest'ultimo dimostrò la sua abilità e venne assunto.
Fu Maudslay a costruire la serratura messa in esposizione nella vetrina della bottega di Bramah con un avviso di una ricompensa di 200 ghinee per chi fosse riuscito ad aprirla. Questa serratura resistette ai tentativi per ben quarantasette anni. Maudslay progettò e realizzò una serie di strumenti e macchine speciali che permisero di fabbricare la serratura ad un prezzo economico.

## La pressa idraulica
Bramah aveva progettato una pressa idraulica ma aveva incontrato dei problemi nella tenuta del  pistone e della  biella una volta collocati nel cilindro. Il metodo usato per ovviare a tale inconveniente consisteva nell'uso di stoppa della canapa ma risultava poco efficace per le elevate pressioni raggiunte nella pompa. A Maudslay venne la brillante idea di utilizzare una rondella di cuoio a coppa che garantiva una perfetta tenuta senza opporre resistenza al momento del rilascio della pressione. Con questo accorgimento Maudslay aveva contribuito non poco al successo della pressa idraulica di Bramah, tuttavia ne aveva ricavato pochi benefici.

## Il tornio per metalli
Al tempo in cui Maudslay cominciò a lavorare per Bramah, il tipico tornio funzionava a pedale e l'operaio teneva contro la punta del tornio il pezzo da tornire. Ciò non consentiva la precisione specie quando il pezzo da tornire era di ferro. Maudslay progettò un sostegno che tratteneva il pezzo da tornire e che scorreva su una superficie levigata consentendo alla punta del tornio
di muoversi in entrambe le direzioni. Ciò voleva dire che i componenti della macchina potevano essere regolati più e più volte per arrivare ad ottenere le misurazioni necessarie ad una precisione mai raggiunta prima. Il tornio di Maudslay rivoluzionò la produzione dei componenti meccanici.

## Avanzamento professionale e matrimonio
Maudslay aveva dimostrato di essere così di talento che fu ben presto reso responsabile dell'officina di Bramah. Nel 1791 si sposò con Sarah Tindel, cameriera in casa Bramah. La copia ebbe quattro figli. Thomas Henry, il primogenito, e Joseph, il più giovane, seguirono le orme del padre. William, il secondo, divenne un ingegnere civile e fu tra i fondatori dell'Institute of Civil Engineers.
Nel 1797, dopo aver lavorato per otto anni con Bramah, Maudslay chiese un aumento del salario settimanale. Bramah non accolse la sua richiesta e per questo Maudslay decise di avviare un'attività per conto proprio.

## Attività in proprio
Maudslay riuscì ad avere un piccolo negozio con annessa fucina in Well Street. Nel 1800, si trasferì in una sede più grande in Margaret Street, Cavendish Square. Dopo un precedente lavoro per Samuel Bentham, la prima commissione importante che ricevette Maudslay fu quella di costruire 42 macchinari per la lavorazione del legno destinati a produrre carrucole in legno (per ciascuna nave ne occorrevano migliaia) per la Marina inglese sotto la direzione di Sir Marc Isambard Brunel. Le macchine vennero installate in un apposito edificio, tuttora esistente, a Portsmouth. Le macchine erano in grado di produrre 130.000 pezzi l'anno (in media 360 al giorno), necessitando per il loro funzionamento di soli dieci uomini non specializzati rispetto ai 110 lavoratori necessari prima della loro installazione. Questo resta il più noto esempio di macchinario specializzato, usato per la lavorazione su di una linea d'assemblaggio.

## Filettatura delle viti
Maudslay sviluppò anche il primo tornio per filettatura nel 1800, che consentì per la prima volta la standardizzazione delle misure del filetto. Ciò consentì che il concetto di intercambiabilità (all'epoca già tenuto in considerazione) si applicasse in pratica a dadi e bulloni. Prima quando si smontava una macchina si doveva tener ben presenti quali erano i bulloni e i dadi tra loro corrispondenti da usare al momento del riassemblaggio della macchina. Maudslay standardizzò le filettature usate nella sua officina e produsse una filiera che consentiva ad ogni bullone di una data misura di adattarsi a qualsiasi dado della medesima misura. Questo fu un progresso notevole per il lavoro in officina.

## Progettazione di torni
Maudslay, anche se non fu il primo ad inventare il tornio per metalli (come sostenuto da molti autori) e non può essere stato il primo inventore a mettere insieme varie componenti su di un solo tornio (per esempio: la vite per trasformare il moto radiale in moto lineare, un cambio di velocità del tornio), certamente fu colui che per primo fece apprezzare la combinazione di tali innovazioni al punto da far progredire le macchine utensili e la tecnica delle filettature.
Maudslay inventò il micrometro capace di misurare un decimillesimo di  pollice (0,0001 in ≈ 3 μm). Egli soprannominò questo strumento "Lord Cancelliere" poiché veniva usato per risolvere eventuali controversie circa la precisione delle lavorazioni.
Nel 1810 Maudslay impiegava ottanta operai ed aveva bisogno di maggior spazio così si trasferì in locali più ampi in Westminster Road, Lambeth. Maudslay assunse un promettente giovane disegnatore dell'Ammiragliato, Joshua Field, che si dimostrò così di talento che Maudslay lo associò alla sua impresa. Infatti la società prese il nome di Maudslay, Sons & Field.

## Motori a vapore per le navi

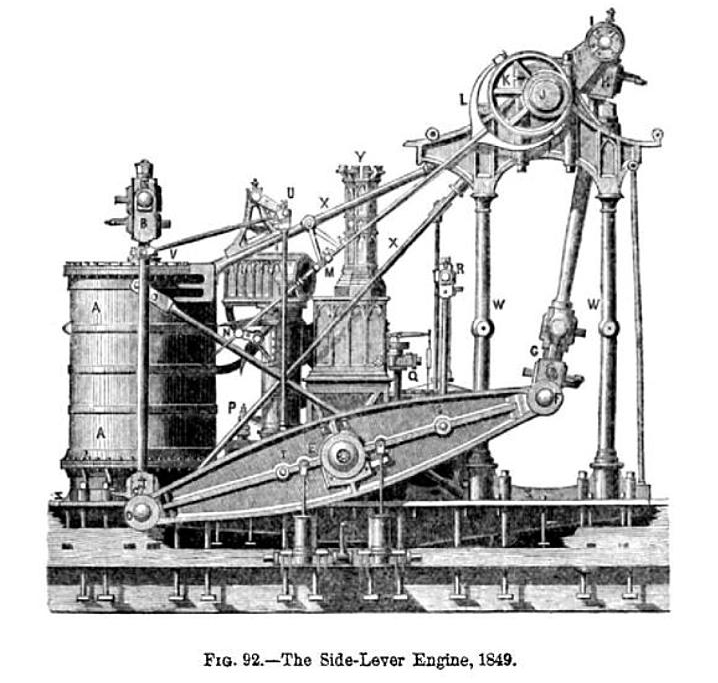
Motore con asta laterale

Le officine di Maudslay nel quartiere londinese di Lambeth cominciarono a specializzarsi nella produzione di motori marini a vapore. La novità in questo motore consisteva nell'aver posto il braccio di trasmissione del moto a fianco al cilindro. Questo accorgimento riduceva l'altezza del motore negli angusti locali macchina dei piroscafi. Il primo motore marino di Maudslay venne costruito nel 1815, aveva una potenza di 17cv e fu montato sul piroscafo Richmond in servizio sul Tamigi. Nel 1823, un motore Maudslay fu installato sul Lightning, la prima nave a vapore della Marina inglese. Nel 1829 venne allestito un motore da 400cv per la HMS Dee, all'epoca questo era il più grande motore per navi esistente. Nel 1838, dopo la morte di Maudslay, dalle officine Lambeth uscì un motore da 700cv per il primo transatlantico a vapore, la famosa
SS Great Western di Isambard Kingdom Brunel. A tutto il 1850 le officine Maudslay avevano fornito motori a più di duecento navi.

## La galleria del Tamigi
Nel 1825 Marc Isambard Brunel cominciò lo scavo per la galleria del Tamigi destinata a collegare Rotherhithe con Wapping. Dopo molte difficoltà questa prima galleria sotto il Tamigi venne completata nel 1842. L'opera non si sarebbe potuta realizzare senza lo scudo per perforazioni progettato da Marc Brunel e realizzato presso le officine della Maudslay, Sons & Field. La Maudslay fornì anche le pompe a vapore che erano indispensabili per consentire il lavoro nella galleria.

## Ultimi anni
Verso la fine della sua vita Maudslay mostrò un grande interesse per l'astronomia e iniziò a costruire un telescopio. Aveva intenzione di comprare una casa a Norwood e costruirvi un osservatorio personale, ma la morte lo colse prima di poter realizzare questo desiderio. Nel gennaio del 1831 prese freddo durante la traversata della Manica. Fu ammalato per quattro settimane e si spense il 15 febbraio. Fu sepolto nel cimitero di Santa Maria Maddalena a Woolwich e a suo ricordo nella Lady Chapel c'è un monumento da lui stesso disegnato.
Molti validi ingegneri si formarono nella sua officina, fra i quali Richard Roberts, David Napier (ingegnere meccanico), Joseph Clement, Sir Joseph Whitworth, James Nasmyth (inventore del martello pneumatico), Joshua Field e William Muir. 
Maudslay ha fornito un enorme contributo nello sviluppo dell'ingegneria meccanica con particolare riguardo alla costruzione di macchine utensili utilizzate in tutto il mondo.
L'azienda di Maudslay è stata una delle più importanti aziende meccaniche inglesi per tutto il secolo XIX fino alla sua chiusura nel 1904.